# Жан Габен
Жан Габе́н (фр. Jean Gabin, справжнє ім'я — фр. Jean-Alexis Moncorgé, Жан Але́ксіс Монкорже́); (нар. 18 травня 1904 — пом. 15 листопада 1976) — відомий французький актор театру, кіно та вар'єте, виконавець комедійних та драматичних ролей. Знявся у 97 кінофільмах. Співзасновник кінофірми «Гафер» (разом з Фернанделем).

## Біографія

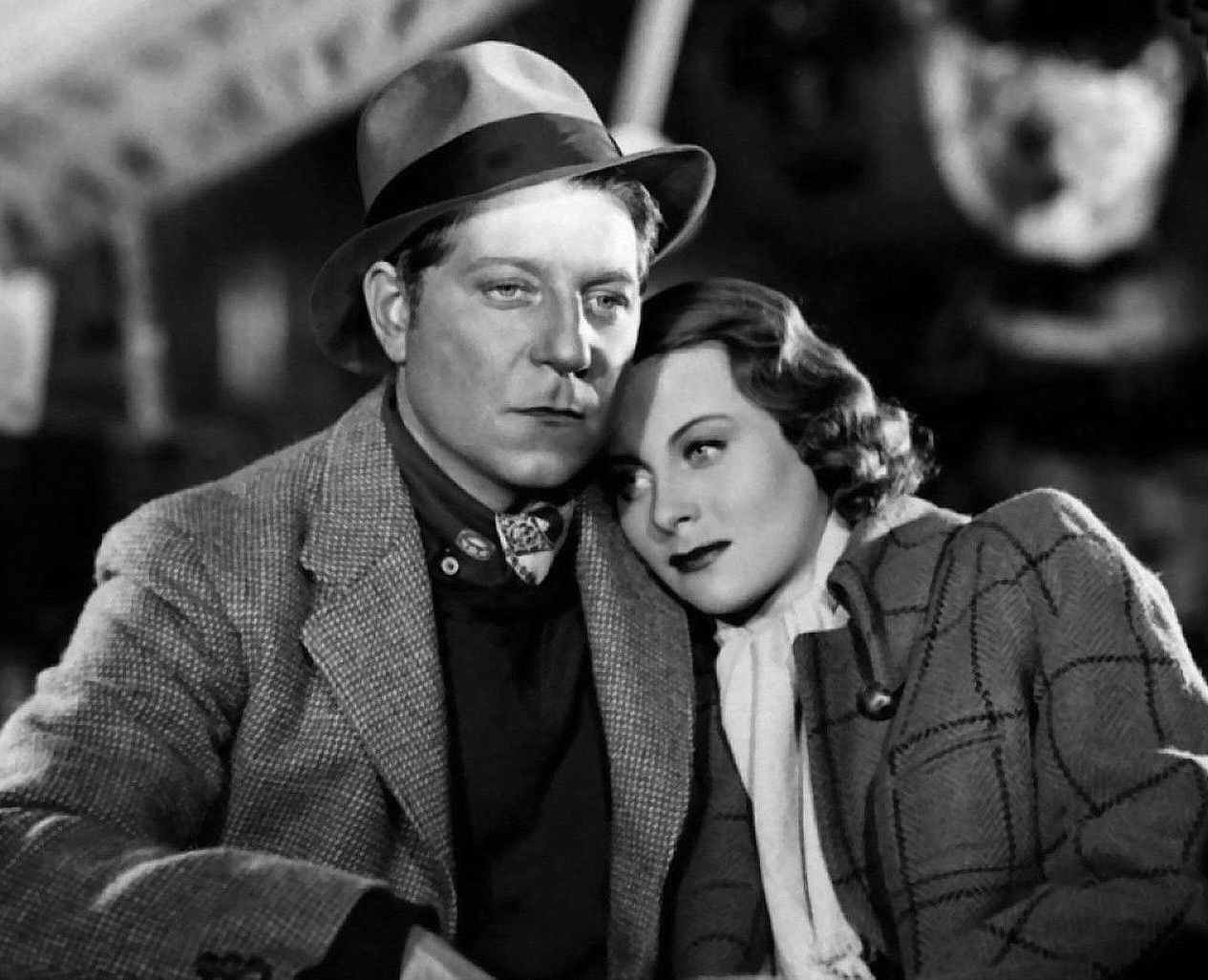
Мішель Морган і Жан Габен у фільмі Набережна туманів (1938)

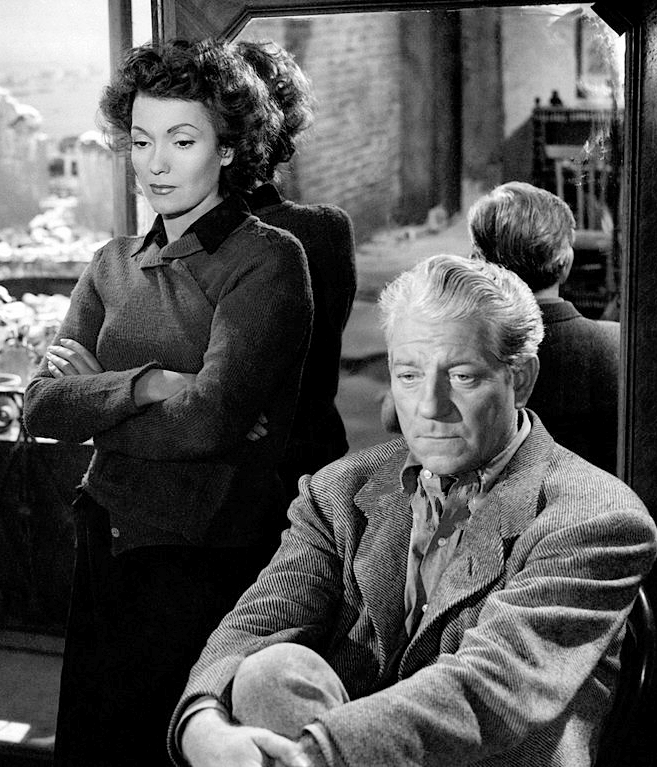
Жан Габен і Іза Міранда у фільмі Біля стін Малапаги (1949)

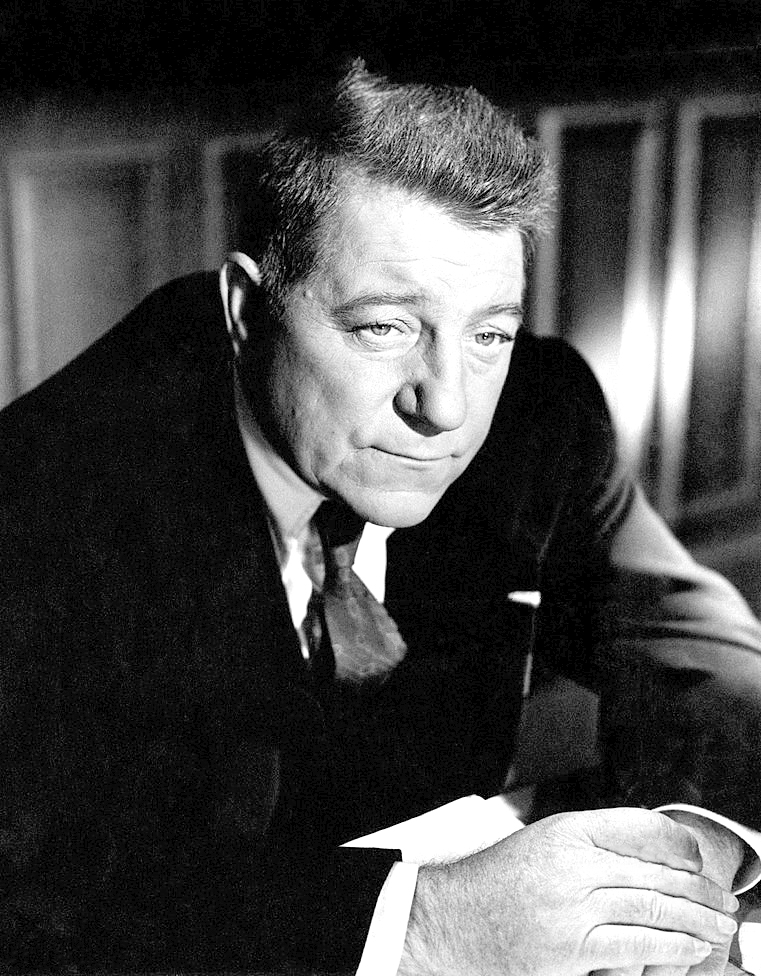
Жан Габен у фільмі Маленькі повстанці (1955)

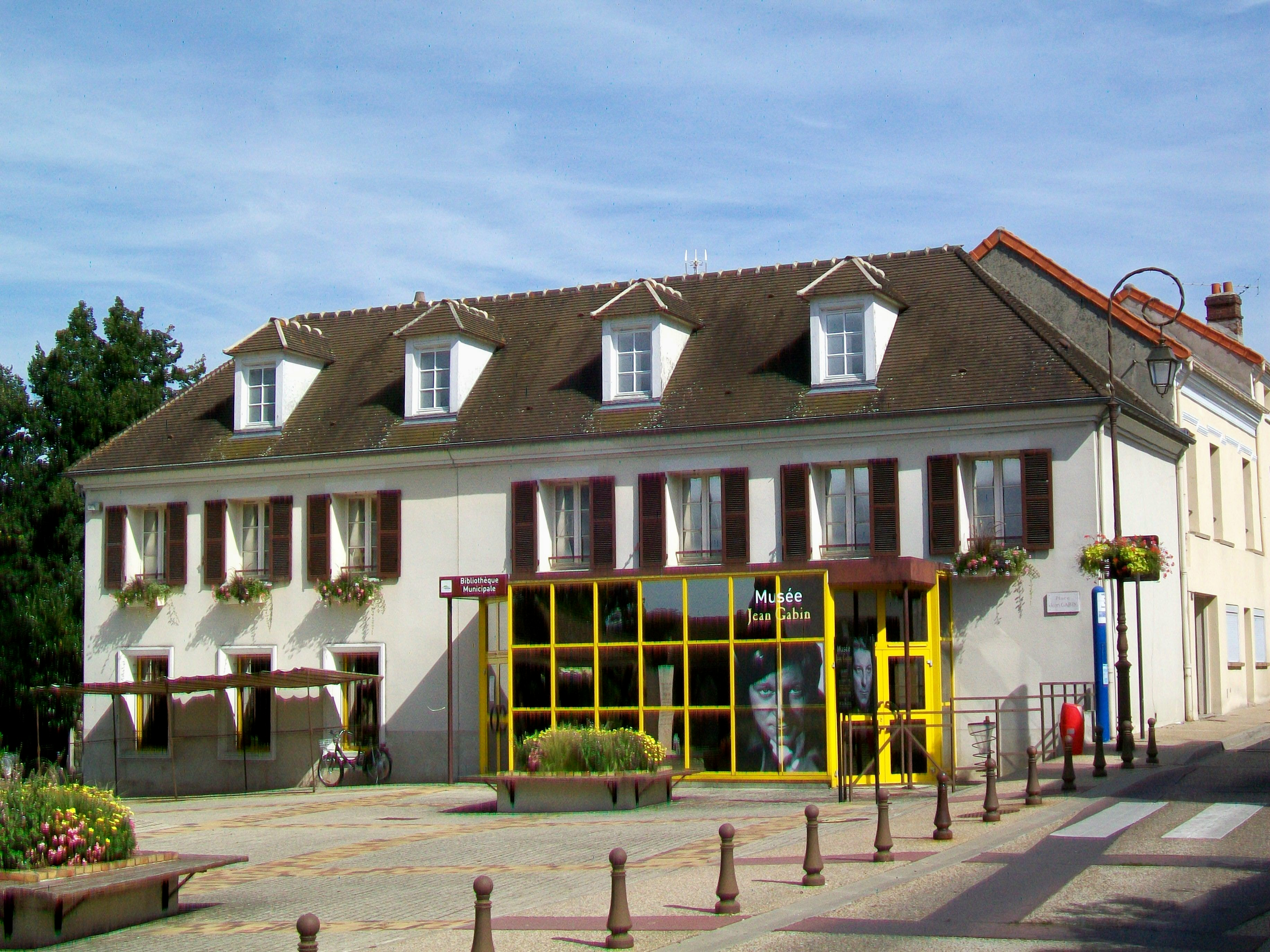
Музей Жана Габена у Мер'єлі

Справжнє ім'я Жана Габена — Жан Алексіс Монкорже. Батько Жана — Фердинанд, був маловідомим актором паризьких театрів, а мати — співачкою. У 14 років Жан покинув навчання у школі та почав трудову діяльність: на будівництві шосе й доріг, на сталеливарному заводі, в автомагазині. Але у 1923 році, коли йому виповнилося 19 років, батько Жана змусив його поступити до театру «Фолі Бержер». Там він поступово навчався акторської майстерності, виконував невеличкі пісеньки. Після служби в армії, у 1927 році, він гастролював по країнах Південної Америки. З 1929 року у Парижі Жан виступав у вар'єте «Мулен Руж», а потім у «Буфф Парізьєн» та «Водевілі», де співав, танцював та брав участь в оперетах «Флоссі» та «Арсен Люпен, банкір».
Жан дебютував у кіно у фільмі «Кожному може поталанити» (1930 рік), який був екранізацією оперети. Після цього він постійно знімався у кінофільмах. З 1930 до 1933 року Жан зіграв ролі у 11 кінострічках. Успіх до нього прийшов разом з картиною «Марі Шапделен». Але відомим на всю Францію Жан став після зіграної ним ролі лейтенанта Марешаля у фільмі Жана Ренуара «Велика ілюзія» (1937 рік). З цього моменту герої Жана Габена — одинаки, але сильні як скеля люди.
Після окупації Франції Німеччиною (1940 рік) Жана Габена запросили до німецької кіностудії «УФА», але він відмовився та поїхав до Голлівуду. Після розлучення у США він познайомився з Марлен Дітріх, з якою у нього також був роман. Акторська кар'єра Габена у США не склалася, й у 1943 році він приєднався до руху Опору у Європі: брав участь у військових діях на півночі Африки, поступив добровольцем на корабель, який супроводжував союзницькі транспорти до Мурманська. Разом із військами генерала Де Голля увійшов до визволеного Парижа. Після війни Жан Габен й Марлен Дітріх знялися разом у фільмі «Мартен Руманьяк», проте картина не мала успіху. Дітріх пізніше повернулася до США.
Габен продовжував зніматися, але його кар'єра у той час складалася нелегко, він повернувся до театру, почав знову співати у вар'єте. Поступово він знайшов свій образ — людини-сучасника, чесної, відкритої, щирої. Інші ролі в історичних стрічках йому не дуже вдавалися.
Перший успіх з'явився з виходом стрічки «Не чіпай здобич» (1954 року). Наприкінці 50-х і у 60-ті роки Жан Габен пробував себе у комедійних фільмах — «Через Париж», 1956 рік, «Важкий вік» 1965 року. Згодом, знявшись у більш ніж 50 фільмах, він заснував свою власну кінокомпанію «Гафер», разом з Фернанделем.
У 1972 році Жан Габен вирішив залишити кінематограф, поселився на власній фермі, де розводив коней, вирощував виноград. 15 листопада 1976 року Жан Габен помер від серцевого нападу у Парижі. За заповітом актора його попіл був розвіяний у морі з військовими почестями на борту корабля у присутності друзів.

## Фільмографія
- 1936 — Пепе ле Моко (Pépé le Moko) — Пепе ле Моко
- 1937 — Велика ілюзія
- 1938 — Набережна туманів
- 1939 — День починається
- 1949 — Біля стін Малапаги
- 1954 — Повітря Парижа
- 1956 — Незначні люди
- 1956 — Через Париж (La Traversée de Paris) — Гранжіль, художник
- 1956 — Злочин і кара
- 1958 — У випадку нещастя
- 1958 — Знедолені / (Les Misérables) — Жан Вальжан
- 1959 — Волоцюга Архімед / (Archimède, le clochard) — Архімед
- 1963 — Мелодія з підвалу (Mélodie en sous-sol) — пан Шарль
- 1965 — Грім небесний (Le Tonnerre de Dieu) — Леандр Брассак
- 1966 — Колотнеча в Панамі (Du rififi à Paname) — Пол Бергер
- 1967 — Ви не все сказали, мосьє Фарран (Le Soleil des voyous) — Денис Фарран
- 1968 — Татуйований (Le Tatoué) — Легран (легіонер)
- 1969 — Сицилійський клан
- 1971 — Кіт
- 1973 — Двоє в місті (Deux hommes dans la ville) — Жермен Казнев

## Нагороди
| Рік  | Нагорода                   | Категорія                         | Фільм                          | Результат |
| ---- | -------------------------- | --------------------------------- | ------------------------------ | --------- |
| 1951 | Венеційський кінофестиваль | Кубок Вольпі найкращому актору    | Ніч — моє королівство          | Перемога  |
| 1954 | Венеційський кінофестиваль | Кубок Вольпі найкращому актору    | Повітря Парижа Не чіпай здобич | Перемога  |
| 1958 | Премія BAFTA               | Найкращий іноземний актор         | Через Париж                    | Номінація |
| 1959 | Давид ді Донателло         | Найкращий іноземний актор         | Сильні світу цього             | Перемога  |
| 1959 | Берлінський кінофестиваль  | Срібний ведмідь найкращому актору | Волоцюга Архімед               | Перемога  |
| 1960 | Премія BAFTA               | Найкращий іноземний актор         | Мегре розставляє сіті          | Номінація |
| 1971 | Берлінський кінофестиваль  | Найкращий актор                   | Кіт                            | Перемога  |